# Ricard Casas
| 44103 Aldana | 4 aprile 1998 |

Ricard Casas (...) è un astronomo spagnolo.
Il Minor Planet Center gli accredita la scoperta di due asteroidi, effettuate tra il 1998 e il 1999, di cui una in collaborazione con Cristina Zurita.